# Sandie Masson
Pour les articles homonymes, voir Masson.
Sandie Masson est une actrice et dramaturge française.

## Biographie
Après une formation théâtrale avec Philippe Duclos, Sandie Masson fait ses premières armes avec des pièces du répertoire classique : La Cerisaie d'Anton Tchekhov, Les Caprices de Marianne d'Alfred de Musset, ou encore Le Misanthrope de Molière...
En parallèle, elle s’accompagne au piano dans ses propres tours de chant. Ces premières expériences éclectiques permettent à lacomédienne d’affirmer son chemin artistique qui va privilégier le théâtre, et plus particulièrement le registre de l’authentique et de la dérision. [réf. nécessaire]. Elle participe à Variéta, le spectacle de Corinne et Gilles Benizio (Shirley et Dino), créé à la Maison des arts et de la culture de Créteil, en tournée puis au théâtre de l’Athénée, à Paris.
À la suite de cette expérience, Sandie Masson écrit son premier spectacle, Mademoiselle Masson, qu’elle joue au Théâtre de Dix Heures, puis au Splendid (mise en scène Adrien de Van ). Méfions-nous des apparences, sa deuxième création est jouée au petit Gymnase, puis en tournée (mise en scène Jacques Decombe), puis Bienfaits pour vous (mise en scène Jean-Louis Grinda), Annabelle M une histoire sans faim créé au théâtre des Mathurins, où la comédienne évoque, seule en scène, le délicat problème de l'anorexie (coécrite avec F. Nony). Agnès Boury en signe la mise en scène.
Le duo avec  Eric Savin Fleur de peau questionne les rapports hommes femmes (mise en scène Patrick Azam).
Puis la dernière création "Avec plaisirs" en duo avec Benoit Giros questionne les problématiques de communication du couple ... (mise en scène Denis Lachaud)
Au cinéma, Sandie Masson tourne dans Frères de Olivier Casas, Un triomphe d'Emmanuel Courcol,  Comme un fils de Nicolas Boukhrief...

## Théâtre

### Comédienne
- 1988 : En direct, mise en scène Michel Bruzat, CCSM Jean Gagnant
- 1988 : La Cerisaie d'Anton Tchekhov, mise en scène Michel Bruzat, Théâtre de la Passerelle
- 1990 : Varieta, mise en scène Michel Bruzat, Théâtre de la Passerelle
- 1990 : Candide d'après Voltaire, mise en scène Michel Bruzat, Théâtre de la Passerelle
- 1990 : Cabaret Berlioz de et mise en scène Philippe Labonne, Théâtre Montorgueil
- 1990 : Lucrèce Borgia de Victor Hugo, mise en scène Philippe Duclos, Théâtre Gérard Philippe
- 1991 : Le Dindon de Georges Feydeau et La Manie de la villégiature de Carlo Goldoni, mise en scène Philippe Duclos, Théâtre Ouvert
- 1992 : On achève bien les chevaux d'après Horace McCoy, mise en scène Michel Bruzat, Grand Théâtre de Grenoble
- 1995-1996 : Les Caprices de Marianne d'Alfred de Musset, mise en scène Olivier Peyronnaud, Théâtre municipal de Dole
- 1999-2000 : La Grande Magie de Eduardo De Filippo, mise en scène Michel Bruzat, Théâtre de la Passerelle
- 2000-2001 : Varietà de et mise en scène Shirley et Dino, Théâtre de l'Athénée-Louis-Jouvet , tournée
- 2002-2003 : Mademoiselle Masson de Sandie Masson, mise en scène Adrien de Van, Théâtre de Dix heures
- 2004-2006 : Méfions-nous des apparences de Sandie Masson, mise en scène Jacques Décombe, Théâtre du Petit Gymnase, tournée
- 2009-2010 : Bienfaits pour vous de Sandie Masson et Fred Nony, mise en scène Jean-Louis Grinda, Théâtre du Temple
- 2011-2017 : Annabelle M., une histoire sans faim de Sandie Masson et Fred Nony, mise en scène Agnès Boury, Théâtre des Mathurins, Théâtre de la Boussole
- 2016-2018 : Matthieu(x) de et mise en scène Caroline Sahuquet, Théâtre La Reine Blanche, tournée
- 2017-2018 : Brisures de Sandie Masson, mise en scène Catherine Schaub, Théâtre Antoine, Festival d'Avignon
- 2017-2018 : Les Intrépides, mise en scène Catherine Schaub, Théâtre Antoine, Festival d'Avignon- Brisures[5]
- 2019-2020 : Fleur de peau, un conte urbain de Sandie Masson, mise en scène Patrick Azam, Théâtre Essaïon, Trois Soleils Avignon.
- 2025-2025: Avec plaisirs de Sandie Masson, mise en scène Denis Lachaud Festival d'Avignon théâtre Artéphile

### Auteur
- 2002 : Mademoiselle Masson, mise en scène Adrien de Van, Théâtre du Splendid
- 2004 : Méfions-nous des apparences, mise en scène Jacques Décombe, Théâtre du Petit Gymnase, tournée
- 2011 : Annabelle M., une histoire sans faim, coécrit avec Fred Nony, mise en scène Agnès Boury, Théâtre des Mathurins
- 2017 : Brisures, mise en scène Catherine Schaub, Théâtre Antoine
- 2019-2021 : Fleur de peau, mise en scène Patrick Azam, Théâtre des trois soleils Avignon
- 2025: Avec plaisirs mise en scène Denis Lachaud, théâtre Artéphile Avignon

## Filmographie

### Cinéma
- 2013 : Indésirables de Philippe Barassat : ?
- 2020 : Un triomphe d'Emmanuel Courcol : Agathe - la comédienne de La Cerisaie
- 2021 : Le Trésor du Petit Nicolas de Julien Rappeneau : Madame Griffaton
- 2023 : Comme un fils de Nicolas Boukhrief : Anne
- 2023 : Frères de Olivier Casas : Madame Brunet

### Télévision
- 2013 : No Limit : ? (épisode Braquage à la marseillaise)

## Doublage

### Films
- 2024 : Unfrosted : L'Épopée de la Pop-Tart : ? (?)

### Séries télévisées
- 2022-2025 : Bosch: Legacy : Mme Calderon (Marabina Jaimes) (saison 1, épisode 6) et ? (?) (saison 3)
- 2023 : Faux-semblants : ? (?) (mini-série)
- 2024 : L'Affaire Asunta : ? (?) (mini-série)
- 2024 : Cent Ans de solitude : ? (?)[n 1]